# Штаб об'єднаних операцій
Штаб об'єднаних операцій (англ. Special Operations Executive, SOE) — один з департаментів Воєнного офіса Великої Британії часів Другої світової війни, що безпосередньо займалася проведенням рейдових дій та диверсій на території окупованої Європи силами спеціальних армійських, повітряних та морських формувань Збройних сил Великої Британії.

## Командування

### Директор об'єднаних операцій
- Адмірал флоту Роджер Кіз (17 липня 1940 — 27 жовтня 1941);

### Радник з об'єднаних операцій
- Командер Луїс Маунтбеттен (28 жовтня 1941 — 1942);

### Начальник об'єднаних операцій
- Командер Луїс Маунтбеттен (1942 — вересень 1943);
- Майор-генерал Роберт Лейкок (вересень 1943 — 1947);

## Операції, що проводилися штабом об'єднаних операцій
- Операція «Коллар»
- Операція «Френктон»
- Операція «Клеймор»
- Операція «Фрешмен»
- Операція «Анкліт»
- Операція «Арчері»
- Операція «Ювілей»
- Операція «Колісниця»
- Операція «Хаскі»
- Операція «Нептун»
  - Створення бухт «Малберрі»
  - Операція «Плуто»
- Хабаккук
- Операція «Гамбіт»
- Операція «Байтінг»
- Операція «Кокейд»